# Pecado de amor (1978)
Pecado de amor é uma telenovela mexicana produzida por Ernesto Alonso para a Televisa e exibida pelo El Canal de las Estrellas entre 4 de julho de 1978 e 6 de abril de 1979.
Foi protagonizada por Jacqueline Andere e Enrique Álvarez Félix e antagonizada por Carmen Montejo e Ernesto Alonso.

## Sinopse
Esta telenovela conta a história de uma menina tímida, insegura e insignificante, Paula Otero, que trabalha como maquiadora para uma empresa que produz novelas. Paula vive com sua mãe, Cristina Otero, que era uma atriz muito bonita e famosa que vive amarga quando parece velha e esquecida. Dona Cristina trata sua filha Paula muito mal, a humilha, a faz sentir inferior e a domina. Em seu trabalho, Paula conhece o amante da televisão Alberto Madrigal, ela se apaixona por ele, mas ela sabe que ele nunca notaria uma garota como ela, sabendo disso, Paula, usando seu conhecimento de maquiagem e o guarda-roupa da empresa para a qual trabalha. , cria outra personalidade, Chantal, uma mulher glamourosa e se propõe a conquistar Alberto. Por ironia do destino, Alberto se apaixona por Paula e passa uma noite com ela. Paula está grávida. Sua mãe revela um segredo para ele, há anos que ele teve um filho que ele deu na adoção, essa criança é Alberto. Desesperado pelo que está acontecendo e conduzido por sua mãe, Paula concorda em se casar com Miguel Angel Bremer, um diretor de cinema neurótico e famoso que está obcecado por ela. No final, Paula descobre sobre outra verdade, ela não é filha de Doña Cristina, ela é a filha de seu segundo marido, um ator que a traiu com outra mulher, por isso o desprezo e a falta de amor que sua mãe acreditava, no final Doña Cristina Ele morre em uma fogueira ao tentar assassinar Paula, Miguel Angel decide ter sucesso em Hollywood e deixa o caminho livre para Paula para que ele fique feliz com Alberto. Paula concorda em se casar com Miguel Angel Bremer, um diretor de cinema neurótico e famoso que está obcecado por ela. No final, Paula descobre sobre outra verdade, ela não é filha de Doña Cristina, ela é a filha de seu segundo marido, um ator que a traiu com outra mulher, por isso o desprezo e a falta de amor que sua mãe acreditava, no final Doña Cristina Ele morre em uma fogueira ao tentar assassinar Paula, Miguel Angel decide ter sucesso em Hollywood e deixa o caminho livre para Paula para que ele fique feliz com Alberto. Paula concorda em se casar com Miguel Angel Bremer, um diretor de cinema neurótico e famoso que está obcecado por ela. No final, Paula aprende outra verdade, ela não é filha de Doña Cristina, ela é a filha de seu segundo marido, um ator que a traiu com outra mulher, é por isso que o desprezo e a falta de amor que sua mãe acreditava, no final Doña Cristina Ele morre em uma fogueira enquanto tenta assassinar Paula, Miguel Angel decide triunfar em Hollywood e deixa Paula livre para ser feliz com Alberto.

## Elenco
- Jacqueline Andere - Paula Otero
- Enrique Álvarez Félix - Alberto
- Ernesto Alonso - Miguel Angel
- Carmen Montejo - Cristina Otero
- Héctor Gómez - Raúl
- Alfredo Leal - Jaime León
- Gonzalo Vega .... Walter
- Nelly Meden .... Victoria
- Yolanda Ciani .... Beatriz
- Martha Zavaleta .... Rosa
- Angélica Chain .... Lina
- Rocío Brambila .... Gina
- Yolanda Liévana .... Fanny
- Agustín Sauret .... Alfonso
- Alfonso Meza .... Ramón
- Felipe Gil .... Nino
- Ignacio Rubiel .... Nacho
- Tony Saldaña .... Tony
- Silvia Suárez .... Eloísa

## Versões
- Pecado de Amor - Novela produzida pelo SBT em 1983[3].